# Pustodol Orehovički
Pustodol Orehovički is een plaats in de gemeente Bedekovčina in de Kroatische provincie Krapina-Zagorje. De plaats telt 347 inwoners (2001).